# ناتالیا بارانووا-ماسالکینا
ناتالیا بارانووا-ماسالکینا (روسی: Наталья Ивановна Баранова-Масалкина؛ زادهٔ ۲۵ فوریهٔ ۱۹۷۵) اسکی‌باز صحرانوردی اهل روسیه بود.